# 獄寺隼人
獄寺 隼人（ごくでら はやと）は、天野明作の漫画作品『家庭教師ヒットマンREBORN!』に登場するキャラクター。原作での初登場は標的3（第3話）、アニメでの初登場は標的2（第2話）。
担当声優は市瀬秀和、幼少期は吉田麻子。舞台版では桑野晃輔（第1弾）と原嶋元久（第2弾）が演じる。

## 人物
9月9日生まれの乙女座でB型。国籍はイタリアで、伊3/4、日1/4のクォーター。14歳（中学2年生）時点で、身長168センチメートル（自称では172センチメートル）、体重54キログラム。ボンゴレ嵐の守護者。未成年ながらタバコを吸い（アニメでは吸っていない）、多くのアクセサリーを身に着けている。ダイナマイトを携帯していて、ことあるごとに使用する。特技はピアノで、自室にグランドピアノを一台保有しており、ビアンキによると腕前はプロ級。髪型はDrシャマルのマネをしている。同い年の沢田綱吉（ツナ）を慕っている。ジャンプ誌上の人気投票では、第1回1位→第2回3位（人気キャラ部門）→第3回4位（男性部門）→第4回3位→第5回3位。容姿は物語開始時からクラスメートの女子に「かっこいい」と評されているほどのイケメンではあるが後述の性格のため、どこか三枚目な役回りもあり、厳密に言えば二枚目半。聴覚が鋭い。視力は不明だが、稀に眼鏡をかけることがある。
フゥ太の「並盛中ケンカの強さランキング」では3位。身に着けているアクセサリーは、因縁をつけられた相手からの献上品。教師すらも恐れる不良少年で、授業をまともに受けていないが成績は優秀である。頭脳派の理系人間で、物事に入るにはまず形から、行動する前はまずペンと紙が必要、と理詰めで進めてしまうところがある。その一方で、迷信や幽霊の類を本気で信じており、オカルト系の雑誌「月刊世界の謎と不思議」を愛読、なぜか魔除け（九字）を習得している。未確認動物（UMA）マニアで、ツチノコがこれから10年以内に発見されることを知ったときは感激し思いをはせていた。「G（ゴクデラ）文字」という自分専用の暗号を中1の授業中に作ったり、髑髏型のアクセサリーにはまって備品に改造を施したりと、妙な方面に凝る傾向がある。また、現在は並盛町のコンビニでバイトをしている。本人によると、「バイトのフリをした並盛の情報収集」らしい（Rebo to Dlive参照）。

### 性格
頭に血が昇りやすく、「年上の人間はすべて敵」と豪語し、気に入らない相手には誰彼構わずケンカ腰になり、しばしばトラブルを引き起こす。笹川了平とは些細なことですぐケンカになり、了平からはその髪型から「タコ頭（ヘッド）」と呼ばれている。ランボとは犬猿の仲で特に相性が悪く、そのことでよくランボと仲のいい三浦ハルとは口喧嘩になっている。ただし、リング争奪戦のころからはランボをかばうなどのシーンも描かれている。その一方で、「10代目」として心酔しているツナと、その母である奈々や彼の家庭教師であるリボーンには敬意を表し、どんな指示でも素直に従う。根は素直で、ツナを守ることに必死になったり、ボムの技を完成させるために1人で努力したりと、真っすぐな一面を併せ持つ。
彼も他の人物に負けず劣らずのボケキャラだが、山本やディーノの天然とも言えるボケなどには過剰に反応することもあり、ツッコミに回ることも多い。

### 生い立ち
イタリア人の父と、イタリア人と日本人のハーフでピアニストだった母（愛人）・ラヴィーナの間に生まれる。イタリアの大富豪マフィアの御曹司であるが、母親が謀殺（のちに病死ということが判明）されたことを知り、城での生活に嫌気がさし、自力でマフィアとなるべく8歳で家出している。ボンゴレに入る前は誰にも心を開かず、一人で活動していた。イタリアでは、スモーキン・ボム隼人（アニメではハリケーン・ボム隼人）という異名を持っていた。ダイナマイトや殺しのことは、かつて実家の専属医だったシャマルに教わり、現在の髪型もシャマルの真似である。複雑な家庭環境で育ったため、本人はその話題に触れられることを嫌う。また、幼少期での仕打ちによるトラウマから、異母姉のビアンキが大の苦手。ビアンキを一目見るだけで腹痛、酷い時は失神を起こし、さらに酷い時は石化する。着ぐるみやゴーグルなどで、顔の一部でも隠れていれば平気である。10年後の世界で、ビアンキに父親が母親宛に送った手紙を見せられ、自分が両親に祝福されて生まれたことを知る。なお、現在の家族構成は不明である。

### マフィアとして
ボンゴレファミリー所属の現役マフィアで、武器は全身に仕込んでいるダイナマイト。タバコを火種にすることから、異名は「人間爆撃機『スモーキン・ボム隼人』（アニメでは、タバコを吸わないため「ハリケーン・ボム隼人」）。武器の性質上、障害物・遮蔽物の多い建物内での戦闘を得意とする。
ツナと戦って敗北後、偶然とはいえ彼に命を救われてからは、ツナを「10代目」と呼び尊敬するようになる。ボンゴレ10代目ボス（＝ツナ）の右腕を目指し、並ならぬ執着がある。ツナの意向を優先し、彼の役に立とうと常日頃積極的に動くが、自身の熱意に反してそれは空回りしている。ツナと出会うまで、東洋人とのクォーターであることなどの理由で、どこのファミリーにも迎えられない一匹狼だったが、自分を初めて迎え入れてくれたツナには全幅の信頼を寄せている。そのためか「10代目の右腕」意識が強く、山本武とは右腕の争奪ゲンカ（正確には獄寺が一方的に絡んでいるだけ）を繰り広げたこともあるなど、意識が過剰になってスタンドプレーに走りがちな面もあり、それをツナたちから度々指摘を受けて少しずつ考え方を改めるようになっていく。
小説版では、ボンゴレに所属する前にボンゴレ9代目に会っている。
ボンゴレ10代目の守護者として「嵐のボンゴレリング」を継承しており、本人も嵐属性の波動が最も強い。その他に微弱ながら「雨」「雷」「雲」「晴」の4つの波動を有しており、それらの組み合わせで戦う特殊な戦術「SISTEMA C.A.I.」（スィステーマ シーエーアイ、瞬時武装換装システム）を編み出している。

## 作品の行動

### 黒曜編
序盤では、六道骸とともに脱獄した柿本千種と交戦。一旦は千種を退けたかに思われたが致命傷ではなく、不意を付かれてツナを庇って重傷を負う。この時、結果としてツナがボンゴレX世であることを知られてしまう。一時は、この時に負った猛毒により危険な状態であったが、Dr.シャマルのトライデント・モスキートで一命を取り留める。
ツナが骸のアジトに侵入する際にも同行。得意とする建物内での戦闘で千種を圧倒するが、トライデント・モスキートの副作用により一転窮地に陥るものの、雲雀を助け出したことで退けることに成功する（その後、雲雀の手を借りツナたちと合流するが、その瞬間に放り出されてしまう）。骸との戦いでは、ビアンキとともに一時骸に憑依されてツナを襲うが、小言弾で超死ぬ気モードとなったツナの超直感により助けられる。
なお、闘っていた日は獄寺の誕生日であったと語られている。

### ヴァリアー編
ボンゴレNo.2の権限者である沢田家光によって、ツナを守護する主要ファミリーの証として嵐のリングの守護者に選ばれる。ボンゴレリング争奪戦に向けての家庭教師はシャマル。シャマルは命の大切さをわかっていない隼人を弟子にすることを拒むが、家光の助言により命の大切さに気づき、シャマルの指導を受けることになる。
嵐戦では、ベルフェゴールと対戦。ワイヤーを使ったナイフ攻撃を見切り、ロケットボムを命中させる。その後、流血により半狂乱状態になったベルフェゴールを戦闘不能にする。誰もが獄寺の勝利と確信したが、ベルフェゴールの最後の抵抗に遭う。命を捨てる覚悟でリングを奪おうとするが、時間切れ寸前にツナの言葉で命を選ぶという成長を見せた。
大空戦では、他の守護者同様毒を浴びるが、雲雀がリングをベルフェゴールから弾いたことにより、リングを入手し解毒する。その後、レヴィ・ア・タンと交戦し圧倒、ランボを解毒する。その後、他の守護者たちの救出に向かい、了平の解毒をし了平に頼まれたこととツナもそうするだろうと、ルッスーリアの解毒をしランボを了平に預け、合流した山本とともにクローム髑髏の解毒へ向かうが、マーモンとベルフェゴールの罠にはめられて、幻術の中で絶体絶命のところを了平によって助けられる。
ツナが正統後継者に決まったことによって、守護者の証である嵐のリングを持つことになる。

### 未来編

#### 10年後の獄寺
嵐の守護者として、ボンゴレ幹部の1人として動いている。10年後の世界に飛ばされたツナに対し、現代に戻ったらすぐに入江正一を消せと伝えた後、現代の獄寺と入れ替わる。また、アジト地下16階に特注で、足場も視界も悪い砂漠の嵐（デザートストーム）を再現した嵐（ストーム）ルームを作った。ミルフィオーレファミリーに、ボンゴレ10代目（ツナ）の右腕として恐れられている。
なお10年前に飛ばされるはずの肉体は、他の守護者同様メローネ基地の白い装置に分子レベルで分解され保存されており、過去の自分が元の世界へ帰還した後に目覚めている。

#### 現代の獄寺
炎の属性 ： 嵐、雨、雷、雲、晴
所持リング ： 嵐のボンゴレリング、C.A.Iリング（雨、雷、雲、晴の各1個）、アニマルリング（瓜）
所持匣 ： SISTEMA C.A.I（嵐猫など、計16個の匣）→ 嵐のボンゴレ匣（NEW SISTEMA C.A.Iと銘打っている）
行方不明になったリボーン探索のため、ツナと同じく、ランボを問い詰めようとしたものの、誤って10年バズーカに当たってしまう。10年後ではツナと合流し、ラル・ミルチに導かれボンゴレのアジトを目指す。10年後の山本のアドバイスを受け、野猿との戦闘中にリングに炎を灯し、開匣に成功。出てきた武器を使い、赤炎の矢（フレイムアロー）という技を編み出し、野猿との戦闘に勝利。
その後、山本と組んでヒバード捜索に赴きγと戦闘となるが、かねてから非協力的だった獄寺が山本との共闘を拒み、戦闘中に仲違いしてしまう。その後、山本に諭され連携してγに挑むも歯が立たず、拷問の末にとどめを刺されそうになったが、寸前で10年後の雲雀に救われる。13日の療養期間後、ミルフィオーレファミリー日本支部襲撃に向け異母姉弟のビアンキを家庭教師として、10年後の獄寺が残した「SISTEMA C.A.I（スィステーマ シーエーアイ）」を完成させるために特訓を受けていたが中々成果が出ず、ビアンキとの関係もあってか途中で逃亡、その後1人で資料室にこもり、「SISTEMA C.A.I（スィステーマ シーエーアイ）」を完成させようとするも完成の糸口が見えない状況が続くが、瓜の行動がキッカケになり、匣の秘密と知らなかった自身の体質を理解し「SISTEMA C.A.I（スィステーマ シーエーアイ）」を完成させた。
ミルフィオーレ日本支部襲撃直前、ビアンキと作戦終了後に話し合うことを約束している。基地内ではγと再戦、完成したSISTEMA C.A.Iで応戦し相打ちとなるが、基地に駆けつけたクローム、草壁らによって救出される。その後、幻騎士と戦闘中の現代の雲雀を自身の匣兵器で救出するも、雲ハリネズミの暴走によって退路を失い、メローネ基地の壁に押し潰されそうになる。そのまま捕らわれ、ツナとの交渉で人質とされたが、入江の行動によりことなきを得た。その後、10年後のツナから入江の手によりボンゴレ匣を託される。ボンゴレのアジトに戻ってからは、ディーノの指示でランボと笹川了平の家庭教師を担当。
ミルフィオーレファミリーとのチョイスには、ツナ、山本、入江、スパナとともに参加した。5人の中では唯一ディフェンスを担当したが、唯一戦闘となった桔梗戦では雲桔梗によって匣兵器を封じられてしまい、応戦することなく突破され、チョイスも敗北してしまう。
ユニを匿って逃亡していたが、川平不動産における戦闘で重傷を負ってしまう。ミルフィオーレによる一斉攻撃に対しては、重傷を圧してラル・γとともにザクロに応戦するが、修羅開匣したザクロと駆けつけたブルーベルの前に苦戦、窮地に陥ったところをXANXUS率いるヴァリアーに救われる。未来の戦いが終わった後、ビアンキにかつて自分の父が母に送っていた手紙を見せられ、自分の母は大病を患っていたこと、母は謀殺されたのではなく病死であったということ、自分は両親に愛されて生まれたことなどの真実が伝えられた。

#### アルコバレーノ編
10年前に一時帰還した後に、沢田家にてツナ、山本と共にリボーンからアルコバレーノたちの強さについて教えられた。アルコバレーノの試練ではコロネロ、リボーン、ヴェルデの試練に参加した。

#### I世ファミリー編
風が家庭教師に就任するが、お互いに波長が合わない様子だった。風が時間稼ぎをしている隙に、自身に変装したGがツナに接触してしまい、有能な右腕として働くGをツナが関心していると知り、ショックを受けるが、それでも一緒に居たいのは獄寺であると言われ、二人の強い絆の証明し、継承を認められた。霧の試験では、ツナと共に自身たちの幻影と戦った。

### 継承式編
転校してきたシモンファミリーのSHITT-P!をUMAと判断し、彼女を観察していた。ボンゴレ反抗勢力が継承式妨害のためにツナを襲った知らせを受け、シモンファミリーとの合同警護を提案する。継承式に出席中、クーデターを起こしたシモンファミリーと対決するが、圧倒的な力の前に敗れる。VGの原石を「嵐のバックル Ver.X」に進化させ、ツナたちと共にシモンの本拠地へと向かう。ボンゴレVSシモン戦では、SHITT-P!と対決。最初はSHITT-P!の奇襲で風船の1個が割られてしまうが、その際、SHITT-P!の身体にマタタビを付け、瓜ボムの奇襲が決め手で逆転勝利する。新生デイモン誕生後すぐに、ツナたちをかばい幻覚空間に閉じこめられた。D・スペードを倒した後、幻覚空間から解放されたが、観察する方とされる方の立場が逆転してしまい、SHITT-P!の観察の魔の手から逃げ続けている。

### 虹の呪い編
リボーンの代理として参戦。最初の戦いでは、山本や了平と共に、風の代理となった雲雀と遭遇し、山本と何とか逃げる。復讐者たちとの戦いでは、ヴェルデチームと組み、かつて戦った犬や千種との連携を見せた。バミューダチームとの戦いでは山本、クローム、フランと共にスモールギアとビッグピノと戦う。後から駆けつけたツナたちとも協力して戦うも、苦戦し捨て身の作戦で相手を倒すが、その際に自らの時計も壊してしまった。

## 技・使用武器など
ダイナマイト
獄寺調合の筒状のダイナマイト。ボムの技にもいくつかのバリエーションが存在し、主に使うのは大量のダイナマイトを相手目掛けて投げ付ける「2倍ボム」と「3倍ボム」（通常は両手合わせ8本となる）。その他に相手に急接近して、すれ違いざまにダイナマイトを放って、避ける隙を与えない「ボムスプレッズ」など（アニメ7話では相手の懐にダイナマイトを差し込み爆発させる「ピックポケットボム」という技も使用している）。ボムにもいくつか種類があり、現時点では通常より小型だが、通常のボムと併用することで遠近法を利用した時間差爆撃を仕掛けられたり、爆風で自分の走力を加速させたりとさまざまな機転が利く「チビボム」・仕込んだ推進用火薬の噴射であらかじめ決めた方向に2度変化する「ロケットボム」などがある。原作では獄寺はタバコで着火しているが、アニメでは自動発火式となっている。どこにしまっているかは不明（本人は「次元をゆがめて…」と言っているがリボーンは「残り数が少なくなると冷や汗かいている」と言っている。原作の標的32で上着を脱いだらかなりの量が出てきた）。
匣（ボックス）登場後、未来編において出番が減少。その後、ボンゴレギア（後述）では、形は違えどダイナマイトでの戦闘スタイルが復活している。

SISTEMA C.A.I.（スィステーマ シー・エー・アイ）
3人の匣兵器職人の一人イノチェンティのオリジナルで「C.A.I.」とは「Cambio Arma Istantaneo（＝瞬時武装換装システム）」の略。獄寺の持つ5つの波動（嵐・雨・雷・雲・晴）による炎を組み合わせ、各属性に対応した16個の匣を、戦況に応じて臨機応変に使い分ける戦闘スタイル。匣の中にある道具は単体では役には立たず、複数の匣の道具と合わせることで異なる性能を発揮する。匣の嵐以外のリングは、匣の中にある部品に偽装される形である。
複数の炎と道具を組み合わせることで、凡ゆる状況に対応できる優れた汎用性の高さを持つ反面、匣単体ではその性能を発揮出来ず、変化する状況に応じて匣の中から最適な組み合わせを選択しなければならない。それゆえに獄寺は「パズルの匣」と例えた。
匣（ボックス）兵器
赤炎の矢（フレイムアロー）
イノチェンティによって作られた匣兵器で、髑髏をあしらった腕固定型火炎放射器。10年後の世界に飛ばされて間もないころは、ダイナマイトを髑髏の口に入れて使用した。口を絞ればエネルギーが集束されレーザー状の嵐の炎を放つことができ、開けばエネルギーは拡散され相手の炎を吹き飛ばして消すことができる。命名は現代の獄寺で、未来編開始時点では発見されてまだ日が浅いらしい。
本来はダイナマイトではなく、弾を使用する。嵐の炎をメインに、獄寺の持つ他の4つの波動を組み合わせることで、弾の性質を変化させることができる。以下はそれぞれの炎の組合せによる効力（それぞれの炎の特性については家庭教師ヒットマンREBORN!#死ぬ気の炎を参照）。
- 嵐＋雨 レーザー状の炎で貫通力が高く、雨属性の「鎮静」によって相手の炎を弱めつつ嵐属性の「分解」で匣兵器を破壊する。同じく盾にも雨と嵐の炎が付与されており２つの相乗効果であらゆる攻撃を無効化する強力な盾となる。
- 嵐＋晴 晴属性の「活性」によって弾の速度や軌道が不規則に変化し加速していく。形状は普通の弾丸と同じで匣からは弾帯が飛び出し、マシンガンのように連射できる。
- 嵐＋雲 雲属性の「増殖」によって発射した弾が枝分かれしていき広範囲の攻撃が可能。形状は一直線に伸びるレーザー。
- 嵐＋雷 雷属性の「硬化」によって破壊力を強化する。獄寺は「赤炎の雷（フレイムサンダー）」と呼称。形状は極太のフレイムアローに赤い雷が纏ったようなもの。

嵐猫（ガット・テンペスタ）
声 - 田中理恵
イノチェンティによって作られた匣であり、嵐属性のヤマネコ型生体兵器。獄寺による命名は「瓜（うり）」。10年後の獄寺が編み出した「SISTEMA C.A.I.」で用いる16個の匣の1つ。匣兵器としては珍しく人間の食料を食べ、また所有者の獄寺に懐いておらず匣に入ることを拒む。晴属性の炎を受けて成長すると嵐豹（パンテーラ・テンペスタ）となり、極めて高い攻撃力は「SISTEMA C.A.I.」の攻撃の中核をなす。しかし、もともとガット・テンペスタ自体の戦闘経験が少なく、現時点では能力を生かしきれていない。
嵐猫Ver.V & NEW SISTEMA C.A.I（ガット・テンペスタ バージョン・ボンゴレ　アンド　ニューシステーマ シーエーアイ）
獄寺の持つ、「嵐猫」を始めとした「SISTEMA C.A.I」の匣を改造した嵐属性のボンゴレ匣。最初の開匣で嵐猫Ver.Vが出現、他の15個の匣は腰にセットされる。
Gの弓矢（ジーのアーチェリー）
嵐猫Ver.Vが赤炎の矢と合体し、形態変化した弓矢。嵐の炎を収束して矢のように放ち、側面からの噴射で急な方向転換も可能。
ガトリング・アロー
小型の嵐の炎の矢を連射する技。
赤竜巻の矢（トルネード・フレイムアロー）
巨大な嵐の炎の矢を回転させながら放つ技。
名称不明（防御用の輪など）
「SISTEMA C.A.I.（スィステーマ シーエーアイ）」で用いる16個の匣に入っている装備で、イノチェンティによって作られた大きなリング状の防御用匣。嵐と雨のリングで開匣している。骨を模したパーツで構成されたリングフレームの中央に透明な障壁が張られているシールド。遠隔操作によって空中を浮遊し、あらゆる方向からの攻撃に対処できる上、フレームを複数重ねることで強力な攻撃にも対応することができる。
その他にもホバーや照準コンタクトレンズなどがある。
ボンゴレギア「嵐のバックルVer.X」
山本とクロームを助けたいという叫びが作用し、ギア化した。通常はバックルの形をしているが、形態変化すると体中にダイナマイトを帯びたベルトを装着し、パイプ型の発火装置で、ダイナマイトに嵐の炎を灯して攻撃する。匣入手以前の獄寺の十八番であったダイナマイト状の武器ということもあり、ツナは「スモーキン・ボム復活だ」と言っていた。
またSISTEMA C.A.Iも使用可能であり、瓜自身を爆弾を化してマタタビを付けた相手を追わせる「瓜ボム」で、相手の予想外の方向から奇襲することが可能。